# L'Uomo Ragno manga
L'Uomo Ragno manga (スパイダーマン?, Supaidāman, lett. "Uomo Ragno" in inglese) è un manga scritto da Kōsei Ono e Kazumasa Hirai e illustrato da Ryōichi Ikegami, pubblicato originariamente sulla collana Monthly Shōnen Magazine in Giappone dal gennaio 1970 al novembre 1971.
Il manga ripropone le avventure dell'Uomo Ragno in un contesto giapponese. L'Uomo Ragno di questo manga si chiama Yu Komori (小森ユウ?, Komori Yū), che, come la sua controparte statunitense, acquisisce i suoi poteri in seguito al morso di un ragno radioattivo.
In Italia il manga è stato pubblicato da Marvel Italia solo parzialmente: uscì infatti solo il primo tankōbon, diviso in tre volumi, tutti e tre supplementi alla collana Spider-Man Deluxe.